# Elasmosomus jeanneli
Elasmosomus jeanneli là một loài bọ cánh cứng trong họ Elateridae. Loài này được Mouchet miêu tả khoa học năm 1949.